# Svibno
Svibno je naselje v Občini Radeče.